# South High School
La South High School est une high school américaine à Denver, dans le Colorado. Le bâtiment qui l'accueille est inscrit au Registre national des lieux historiques depuis le 14 décembre 2022.